# Étienne Sansonetti
Étienne Sansonetti (ur. 5 grudnia 1935 w Marsylii, zm. 31 maja 2018 w Ajaccio) – francuski piłkarz grający na pozycji napastnika.

## Kariera klubowa
Urodził się w Marsylii. Przygodę z futbolem rozpoczynał w drużynach juniorskich US Endoume i USM Saint-Loup, skąd w 1956 trafił do lokalnego potentata, Olympique Marsylia. Do pierwszej drużyny Olympique został włączony w 1958, a przez 5 lat gry w tym zespole rozegrał 98 spotkań, w tych zdobył 35 bramek. W latach 1963–1965 zaliczył krótkie epizody w Valenciennes i Angers.
W 1965 został zawodnikiem SC Bastia, w barwach której został w sezonie 1966/1967 królem strzelców Division 2 (23 bramki). Po tym sezonie przeszedł do AC Ajaccio i już w pierwszym sezonie w jego barwach został królem strzelców Première Division (26 bramek). 
Sezon 1969/1970 spędził w drużynie AS Monaco, po czym wrócił do AC Ajaccio. W 1972 zaczął grać dla lokalnego rywala swojej poprzedniej drużyny, tj. Gazélec Ajaccio. W 1976 po raz trzeci został piłkarzem AC Ajaccio, gdzie rok później zakończył karierę.
| Sezon   | Klub               | Kraj    | Rozgrywki         | Mecze | Bramki |
| ------- | ------------------ | ------- | ----------------- | ----- | ------ |
| 1958/59 | Olympique Marsylia | Francja | Première Division | 5     | 1      |
| 1959/60 | Olympique Marsylia | Francja | Division 2        | 4     | 0      |
| 1960/61 | Olympique Marsylia | Francja | Division 2        | 26    | 12     |
| 1961/62 | Olympique Marsylia | Francja | Division 2        | 32    | 13     |
| 1962/63 | Olympique Marsylia | Francja | Première Division | 31    | 9      |
| 1963/64 | Valenciennes       | Francja | Première Division | 27    | 12     |
| 1964/65 | Valenciennes       | Francja | Première Division | 7     | 0      |
| 1964/65 | Angers             | Francja | Première Division | 16    | 3      |
| 1965/66 | SC Bastia          | Francja | Division 2        | 30    | 12     |
| 1966/67 | SC Bastia          | Francja | Division 2        | 30    | 23     |
| 1967/68 | AC Ajaccio         | Francja | Première Division | 34    | 26     |
| 1968/69 | AC Ajaccio         | Francja | Première Division | 27    | 13     |
| 1969/70 | AS Monaco          | Francja | Division 2        | 24    | 5      |
| 1970/71 | AC Ajaccio         | Francja | Première Division | 37    | 11     |
| 1971/72 | AC Ajaccio         | Francja | Première Division | 35    | 9      |
| 1972/73 | Gazélec Ajaccio    | Francja | Division 3        |       |        |
| 1973/74 | Gazélec Ajaccio    | Francja | Division 3        |       |        |
| 1974/75 | Gazélec Ajaccio    | Francja | Division 3        |       |        |
| 1975/76 | Gazélec Ajaccio    | Francja | Division 2        |       |        |
| 1976/77 | AC Ajaccio         | Francja | DH Corse          |       |        |

## Sukcesy
SC Bastia
- Król strzelców Division 2 (1): 1966/1967 (23 bramki)

AC Ajaccio
- Król strzelców Première Division (1): 1967/1968 (26 bramek)